# Rawicz (stacja kolejowa)
Rawicz – stacja kolejowa w Rawiczu, w województwie wielkopolskim, w Polsce. Według klasyfikacji PKP ma kategorię dworca regionalnego.

## Ruch pasażerski
| Rok  | Wymiana pasażerska na dobę |
| ---- | -------------------------- |
| 2017 | 1 900                      |
| 2022 | 1 900                      |

## Historia
Stacja kolejowa powstała z chwilą uruchomienia linii kolejowej Wrocław Główny – Poznań Główny. Pierwszy próbny kurs lokomotywy parowej odbył się 27 września 1856, a pierwszy regularny kurs składu miesiąc później, 27 października. Uroczyste otwarcie linii odbyło się 29 października 1856 roku.
Jak podaje dr Bronisław Świderski w roku 1928 Rawicz był stacją graniczną: Polskie pociągi, idące z Leszna w kierunku granicy niemieckiej, dochodzą do Wschowy, niemieckie zaś poza tranzytowemi do Rawicza.
Stacja posiadała także lokomotywownię. Według inwentarza z 1 października 1989 roku była zaznaczona jako wagonownia 2 klasy.
27 lutego 2014 została podpisana umowa z przedsiębiorstwem SKB Development na przebudowę dworca. 19 marca 2015 odbyło się oficjalne otwarcie wyremontowanego dworca. Zakres przeprowadzonych prac objął m.in.: remont elewacji, klatki schodowej, korytarzy i strychu, impregnację więźby dachowej oraz wymianę instalacji oświetleniowej. Dworzec został dostosowany do potrzeb osób niepełnosprawnych.
W ramach modernizacji stacji w 2020 roku zmniejszono liczbę peronów do dwóch.

## Galeria

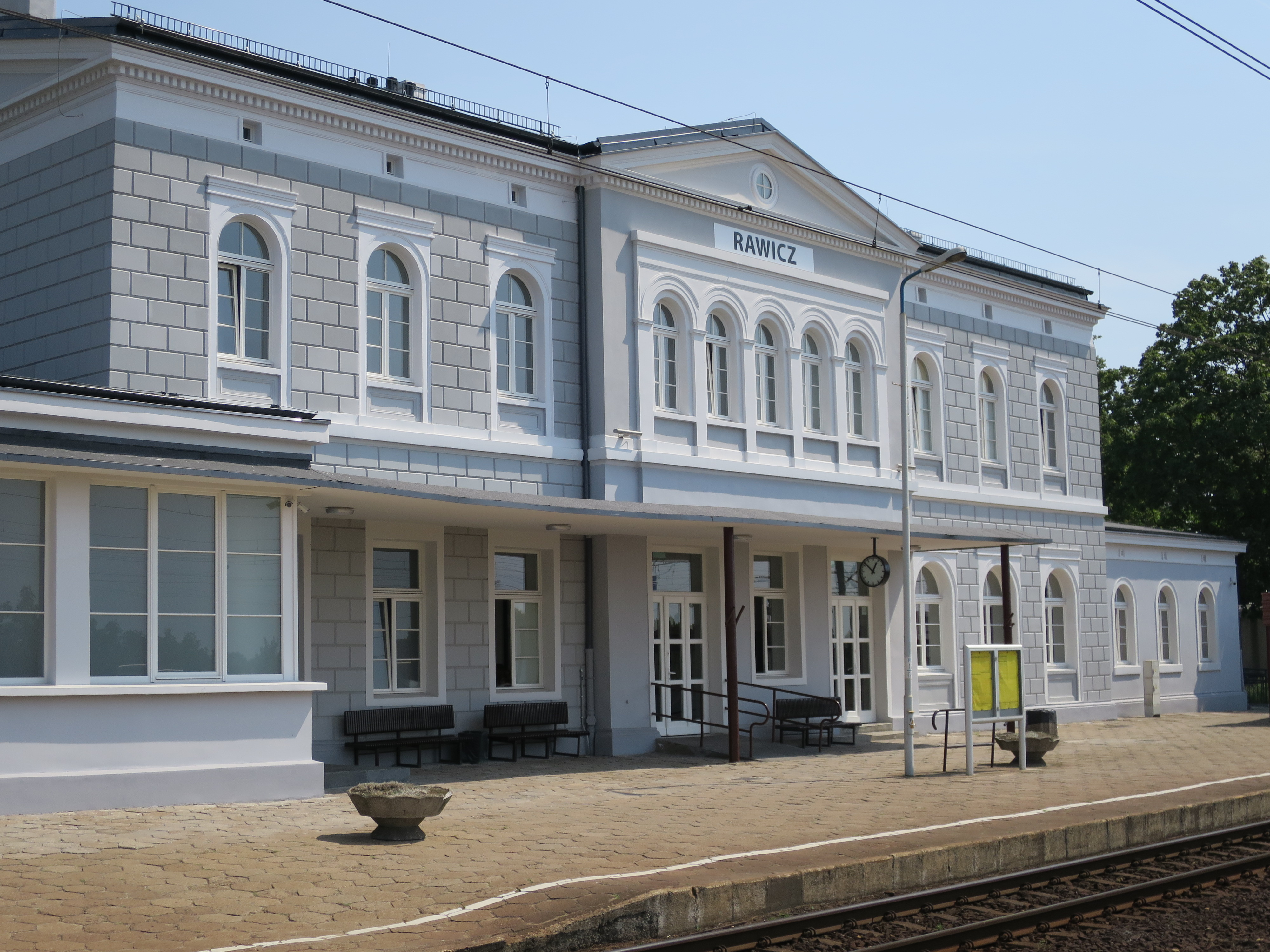
Dworzec od strony torów
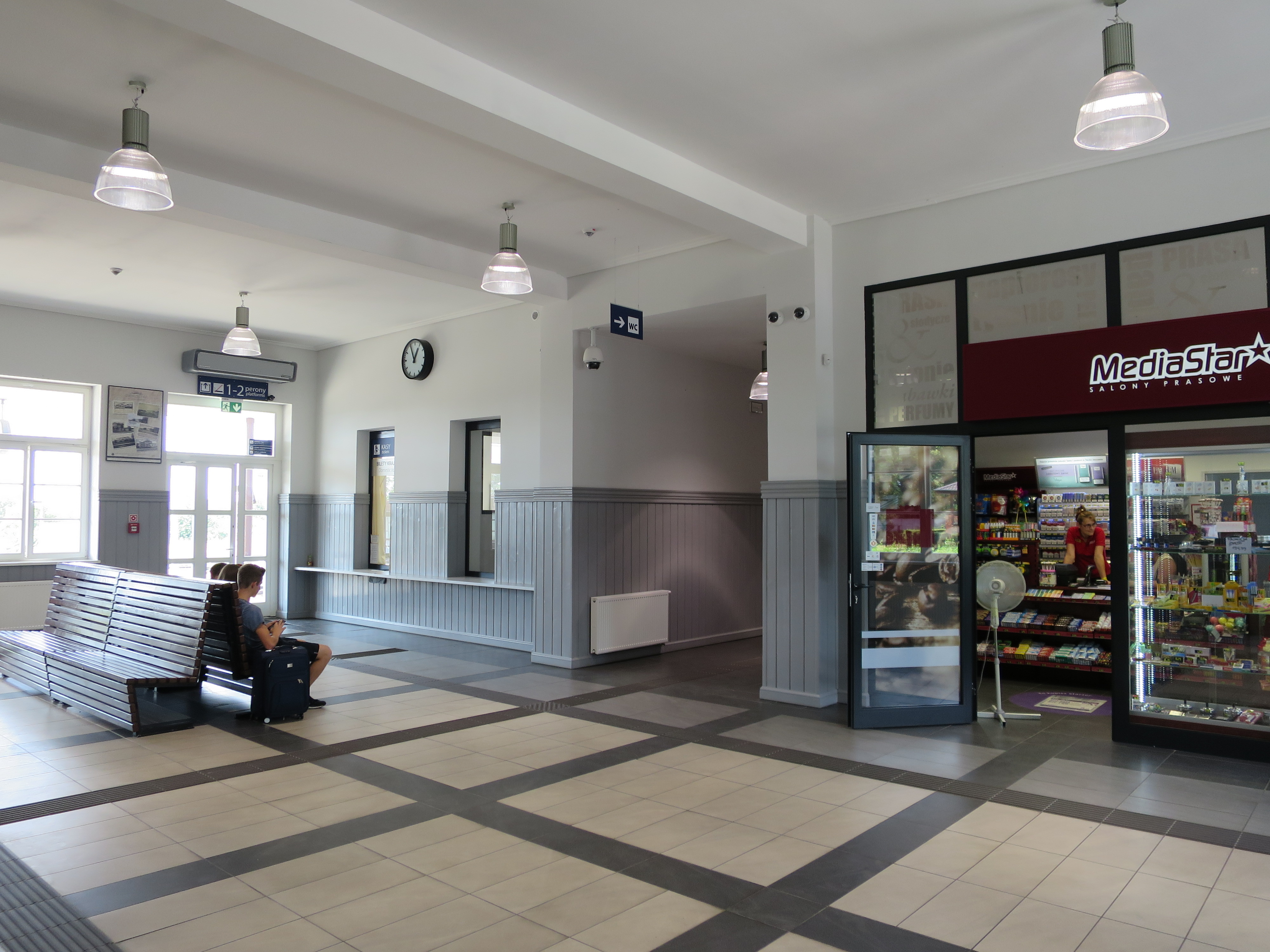
Wnętrze
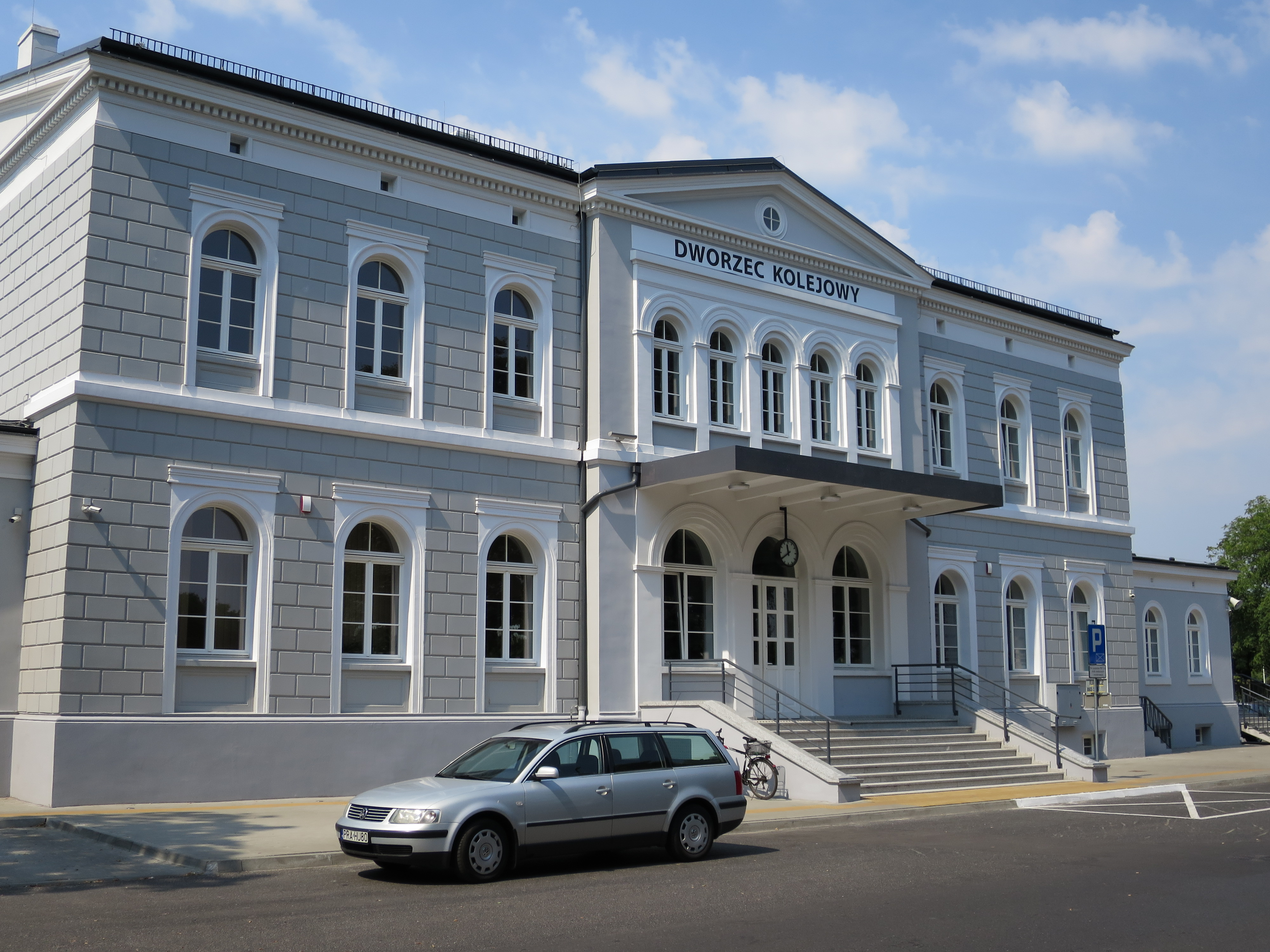
Dworzec od strony miasta